# Maria Teresa de Sousa Fortes
Maria Teresa de Sousa Fortes, primera baronesa y vizcondesa de Monte Verde (?  — Minas Gerais, 26 de mayo de 1869) fue una noble, empresaria, y cafeicultora brasileña.
Estuvo casada con el también empresario Francisco Teresiano Fortes de Bustamante, quienes no dejaron descendencia. Si bien tuvieron gemelos de nombres Antônio y Francisco, que fallecieron, siendo sepultados el 8 de enero de 1836, no habiéndose citado sus edades, pero se cree que fallecieron luego del nacimiento o ya habían nacido muertos.
Era hermana de Carlos Teodoro de Sousa Fortes, 2.º barón de Santa Clara, a quien dejó su herencia, incluyendo a la "Hacienda Santa Clara "(inicialmente fundada por su suegro Francisco Dionísio Fortes de Bustamante).
Fue agraciada como baronesa el 5 de febrero de 1861, y fue elevada a vizcondesa el 17 de abril de 1867.